# Арам Пачян
Арам Пачян (вірм. Արամ Պաչյան; нар. 19 березня 1983, Ванадзор, Вірменія) — вірменський письменник, есеїст.

## Біографія
Народився в місті Ванадзор у сім'ї медиків. Закінчив юридичний факультет Єреванського державного університету. З 2008 до 2009 працював юристом, після чого залишив юридичну практику, присвятивши себе літературній творчості.
Уперше опублікувався в 2007 році у «Літературній газеті». Пізніше оповідання Пачяна друкувалися в «Grakan Tert», «Gretert», «Eghitsi Luys», літературно-мистецькому альманасі «Нарцис». У 2009 році його твори увійшли до збірника сучасної вірменської прози «Антологія 18-33».
З 2011 року працює журналістом та оглядачем газети «Грапарак», а також радіоведучим «Божевільних розмов» і літературної передачі «У бібліотеці з Арамом Пачяном» на радіо «Лратвакан». Популярністю користується його колонка «Наше місто» в онлайн-версії газети «Грапарак».
У 2011 році була опублікована перша збірка оповідань Пачяна «Робінзон та інші 13 оповідань». У 2012 році вийшов роман «Прощай, Пташе».

## Нагороди[5]
- 2008 — премія газети «Гретерт» Спілки Письменників Вірменії за оповідання «Прозорі пляшки»;
- 2009 — премія газети «Гретерт» за оповідання «Робінзон»;
- 2009 — премія альманаху «Нарцис» за оповідання «Робота, Робота» і «Шахова новела»;
- 2010 — премія президента Вірменії за серію оповідань, опублікованих у літературній пресі.

## Українські переклади
Пачян, А. Робінзон: збірка оповідань / Арам Пачян ; пер. з вірм. А. Месропяна. — Львів : Видавництво Старого Лева, 2015. — 160 с.

### Рецензії
- М. Барабаш. Прозора робінзонада, або Шокована втеча з острова [Архівовано 9 червня 2016 у Wayback Machine.] («ЛітАкцент», 23.10.2015)